# Steven Jay Russell
 (novembre 2021).
Si vous disposez d'ouvrages ou d'articles de référence ou si vous connaissez des sites web de qualité traitant du thème abordé ici, merci de compléter l'article en donnant les références utiles à sa vérifiabilité et en les liant à la section « Notes et références ».
Steven Jay Russell (né le 14 septembre 1957) est un imposteur américain et spécialiste de l'abus de confiance. Il a été surnommé « Houdini » en référence au célèbre illusionniste et escapologue ainsi que « King Con » (« con » signifiant escroquerie en anglais).

## Biographie

### Enfance
Steven Jay Russell fut adopté par une famille conservatrice à Virginia Beach. Dans les années 1970, Russell était agent de police et bon père de famille. Il passait une partie de son temps à chercher sa mère biologique en utilisant les bases de données de la police, et finit par la retrouver. Après l'avoir rencontrée, il quitta la police et trouva une bonne situation à la White Swan, une entreprise de produits surgelés en prétendant avoir des qualifications qu'il n'avait pas.
Quand il fut révélé qu'il était gay, il perdit son travail chez White Swan. Il envoya des CV dans deux autres entreprises de produits surgelés, mais la fraude fut découverte. Il fut arrêté et envoyé en prison.

### Évasions et arrestations
À l'heure actuelle, Steven Jay Russell est connu pour s'être évadé à quatre reprises.
Le 22 mai 1993, Russell s'évada en portant des habits civils qu'il avait réussi à obtenir. Après sa sortie, il se trouva un travail de directeur financier en envoyant un faux CV et détourna des milliers de dollars.
En 1995, il fut arrêté et incarcéré à la prison du comté de Harris où il tomba amoureux d'un codétenu, Phillip Morris.
En 1996, toujours emprisonné à la Harris County Jail (Texas), il se fit passer pour un juge et demanda une réduction pour sa propre caution la faisant passer de 900 000 $ à 45 000 $. Il fut arrêté dix jours plus tard en Floride et fut renvoyé au Texas.
La même année, il prit des cours d'art dans la prison et commença à voler des feutres verts qu'il cachait sous son lit. Quand il obtint assez de feutres, il teignit son habit de prisonnier à l'origine blanc en vert (couleur du personnel médical des prisons). Ensuite il marcha simplement vers la sortie déguisé en médecin.
En 1998, il fut une nouvelle fois arrêté pour avoir volé 800 000 $ à une compagnie de Houston. Il fut condamné à une peine de quarante-cinq ans pour cet acte, plus vingt ans pour son évasion précédente. Il essaya de faire transférer Phillip Morris dans la même prison que lui à Dallas, mais en vain.
En prison, Russell planifia son évasion la plus audacieuse. Il se renseigna sur le virus de l'immunodéficience humaine (VIH) et simula les symptômes du SIDA. Il se servit d'un employé de l'administration pénitentiaire pour rédiger un formulaire disant qu'il souffrait de la maladie et s'en servit pour convaincre les médecins. Lors de la visite médicale, le docteur de la prison crut à ses symptômes. Par téléphone, Russell se fit passer pour un médecin qui cherchait des patients d'un certain profil pour une étude expérimentale sur le SIDA, et se fit ainsi transférer à l'hôpital de Houston. Quelque temps après, il se fit passer à nouveau pour ce médecin et annonça sa mort due au SIDA.
Le 20 mars 1998, Russell se fit passer pour un millionnaire de Virginie pour obtenir un prêt de 75 000 $ à la banque. La banque eut des soupçons et alerta la police qui l'arrêta. Sur le trajet, il simula une crise cardiaque et fut transféré à l'hôpital. Le FBI le plaça sous surveillance, mais Russell se fit passer pour un agent du FBI avec son propre téléphone portable pour demander aux officiers de garde de le laisser partir. Il marcha ensuite vers la sortie de l'hôpital, et la cavale reprit à nouveau.
Russell fut arrêté le 5 avril 1998 en Floride, alors qu'il marchait vers sa voiture et fut renvoyé au Texas où il écopa d'une sentence de 144 ans d'emprisonnement (99 ans pour les évasions et 45 ans pour les escroqueries ultérieures).

### Détention définitive et libération
En 2010, Russell est détenu à l'Allan B. Polunsky Unit, où il était détenu 23 heures par jour, ne disposant que d'une heure de libre par jour pour se doucher et faire de l'exercice. Auparavant, il avait été détenu à la Mark W. Michael Unit puis à la W.J. Estelle Unit. Sa peine maximale étant fixée au 13 mars 2013, il est admissible à la libération conditionnelle à partir du 15 décembre 2020. Le 7 février 2023, Russell a finalement obtenu une libération conditionnelle. Il est ainsi libéré le 11 juillet 2024.

## Culture populaire
Un film a été réalisé sur son histoire en 2009, intitulé I Love You Phillip Morris, avec Jim Carrey dans le rôle de Russell et Ewan McGregor dans le rôle de Phillip Morris.